# Пјанеца (Вербано-Кузио-Осола)
Пјанеца (итал. Pianezza) је насеље у Италији у округу Вербано-Кузио-Осола, региону Пијемонт.
Према процени из 2011. у насељу је живело 52 становника. Насеље се налази на надморској висини од 557 м.